# Velika ženska loža Španjolske
Velika ženska loža Španjolske (španj. Gran Logia Femenina de España; kata. Gran Lògia Femenina d'Espanya), skraćeno GLFE, je ženska slobodnozidarska velika loža u Španjolskoj. Osnovana je 2005. godine uz pomoć Velike ženske lože Francuske. Članica je CLIMAF-a i Alijanse masone Europe.

## Povijest
Za vrijeme Španjolske države pod Franciscom Francom (1936. – 1975.), slobodno zidarstvo u Španjolskoj je bilo zabranjeno. Nakon promene Ustava 1978. godine slobodno zidarstvo je legalizirano.
Prve ženske lože u Španjolskoj osnovane su pod pokroviteljstvom Velike ženske lože Francuske. Tako je 1984. godine u Barceloni osnovana Loža "Prvo svjetlo". Godine 1990. osnovana je Loža "Asija s Canigoua" u Gironi. Druga loža u Barceloni i treća u Španjolskoj, Loža "Jecira s Montserrata", osnovana je 1995. godine. Time su bili ispunjeni uvjeti za osnivanje velike lože jer su, prema uobičajenim slobodnozidarskim pravilima, za njezino formiranje potrebne najmanje tri lože. Spomenute tri lože u Španjolskoj, koje su djelovale pod okriljem Velike ženske lože Francuske, su 3. lipnja 2005. godine formirale Veliku žensku ložu Španjolske.

## Ustroj
Sjedište Velike ženske lože Španjolske je u Barceloni.

### Lože
U srpnju 2025. godine, pod okriljem ove velike lože djeluje 13 loža, od toga pet su u Barceloni, dvije u Madridu, te po jedna u Gironi, Gijónu, Alicanteu, Málagi i Las Palmasu. Također, jedna loža nalazi se u mjestu Escaldes-Engordany u Andori.
- Loža "Prvo svjetlo" (Lògia Luz Primera) br. 1, Barcelona
- Loža "Asija s Canigoua" (Lògia Asiyah del Canigó) br. 2, Girona – nosi naziv po Asiji, posljednjem od četiri svijeta u kabalističkom Stablu života, kao i planini Canigó.
- Loža "Jecira s Montserrata" (Lògia Yetzirah de Montserrat) br. 3, Barcelona – nosi naziv po Jeciri, trećem od četiri svijeta u kabalističkom Stablu života, kao i planini Montserrat.
- Loža "Izvor" (Logia Manantial) br. 4, Madrid[7] – nosi naziv po izvoru.
- Loža "Sjevernjača" (Logia Estrella del Norte) br. 5, Gijón – nosi naziv po zvijezdi Sjevernjači.
- Loža "Zvijezda mora" (Lògia Stella Maris) br. 6, Barcelona – nosi naziv po drevnom naslovu Blažene Djevice Marije.[8]
- Loža "Tiferet" (Lògia Thipheret) br. 7, Barcelona – nosi naziv po Tiferetu, šestom sefirotu u kabalističkom Stablu života.
- Loža "Itaka" (Logia Itaca) br. 8, Alicante – nosi naziv po grčkom otoku Itaka.
- Loža "Tanit" (Lògia Tanit) br. 9, Barcelona – nosi naziv po božici Tanit, glavnom božanstvu antičke Kartage.
- Loža "Clara Campoamor" (Logia Clara Campoamor) br. 10, Madrid[9] – nosi naziv po politačarki i feministici Clari Campoamor.
- Loža "Emanacija zmajevca" (Logia Emanación del Drago) br. 11, Las Palmas – nosi naziv po emanaciji drveta zmajevac, simbola Kanara.
- Loža "Dama u bijelom" (Lògia La Dama Blanca) br. 12, Escaldes-Engordany – nosi naziv po legendarnom ženskom duhu.
- Loža "Carmen de Burgos – Colombine" (Logia Carmen de Burgos – Colombine) br. 13, Málaga – nosi naziv po spisateljici Carmen de Burgos koja je imala više pseudonima, uključujući Colombine.

### Uprava
Velikom ženskom ložom Španjolske upravlja velika majstorica (Gran Maestra) koja se bira na trogodišnje razdoblje. Dosadašnje velike majstorice su:
1. Paquita Valenzuela (2005. – 2006.)
2. Salvi Presmanes (2006. – 2009.)
3. Ana María Lorente (2009. – 2012.)
4. Teresa Alabernia (2012. – 2015.)
5. Patricia Planas (2015. – 2018.)
6. Nuria Fuertes Abella (2018. – 2021.)
7. Mar Sánchez Bergua (2021. – 2024.)
8. Ana Cereijo (od 2024.)

### Međunarodna suradnja
Velika ženska loža Španjolske je članica nekoliko međunarodnih saveza:
- CLIMAF
- Unija masona Mediterana
- Alijansa masona Europe

Također, ova velika loža potpisala je povelje o prijateljstvu i međusobnom priznavanju s preko 20 drugih velikih loža.

### Obredi
Velika ženska loža Španjolske upravlja simboličkim stupnjevima plave lože (učenik, pomoćnik i majstor) i delegira upravljanje visokim stupnjevima na dodatna tijela i redove.

## Vanjske poveznice
- Službena stranica